# Óscar López (Fußballspieler, 1939)
Óscar López Vázquez (* 2. April 1939 in Medellín; † 20. Dezember 2005 in Cali) war ein kolumbianischer Fußballspieler. Der Abwehrspieler nahm mit der kolumbianischen Nationalmannschaft an der Fußball-Weltmeisterschaft 1962 in Chile teil.

## Karriere

### Verein
Óscar López begann seine Karriere 1961 bei Once Caldas und wechselte 1964 zu Deportivo Cali. Er blieb dort bis zu seinem Karriereende 1974 und gewann fünf Meisterschaften.

### Nationalmannschaft
López debütierte im Februar 1961 in der kolumbianischen Nationalmannschaft und gehörte zum Kader für die Weltmeisterschaft 1962 in Chile. Er kam in allen drei Gruppenspielen zum Einsatz, jedoch schieden die Cafeteros in der Gruppenphase mit einem Punkt aus drei Spielen aus. Im Folgejahr nahm er am Campeonato Sudamericano 1963 teil, bei dem er fünf Partien bestritt und mit Kolumbien den letzten Platz des Turniers belegte. Beim Campeonato Sudamericano 1967 spielte López beide Qualifikationsspiele gegen Chile, qualifizierte sich aber mit Kolumbien nicht für das Turnier in Uruguay. Im Juni 1972 spielte er zum letzten Mal im Nationalmannschaftstrikot. Insgesamt absolvierte López 28 Länderspiele.

## Erfolge
Deportivo Cali
- Kolumbianischer Meister: 1965, 1967, 1969, 1970, 1974